# 九州法学会
九州法学会（きゅうしゅうほうがっかい、英語: Kyushu Law Association）は、日本の学術研究団体の一つ。

## 概要
1948年10月10日設立。学術研究団体としての種別は単独学会。
法律学・政治学の研究・普及を行い、会員の交流・親睦を図ることを目的としている。本部は九州大学法学部内に置かれている。

## 沿革
- 1948年 - 九州法学会設立。

## 刊行物

### 九州法学会会報
- 誌名（和文）：九州法学会会報
- 誌名（欧文）：The Kyushu Law association Journal
- 創刊年：1983
- 資料種別：会議録・要旨集
- 使用言語：日本語のみ
- 発行形態：印刷体、eジャーナル
- 著作権帰属先：著者
- クリエイティブコモンズ：定めていない
- 購読：無料